# فرجينيا لي
فرجينيا لي (بالإنجليزية: Virginia Lee) هي مجدفة أسترالية، ولدت في 6 أبريل 1965 في سيدني في أستراليا.

## وصلات خارجية
- فرجينيا لي على موقع الاتحاد الدولي للتجديف (الإنجليزية)
- فرجينيا لي على موقع اللجنة الأولمبية الدولية (الإنجليزية)
- فرجينيا لي على موقع أوليمبيديا (الإنجليزية)
- فرجينيا لي على موقع اللجنة الأولمبية الأسترالية (الإنجليزية)
- فرجينيا لي على موقع اتحاد ألعاب الكومنولث (مؤرشف) (الإنجليزية)